# Thunbergia minziroensis
Thunbergia minziroensis är en akantusväxtart som beskrevs av Vollesen. Thunbergia minziroensis ingår i släktet thunbergior, och familjen akantusväxter. Inga underarter finns listade i Catalogue of Life.